# Акжар (Каратальский район)
Акжар (каз. Ақжар) — село в Каратальском районе Жетысуской области Казахстана. Административный центр Канбактинского сельского округа. Село находится на левом берегу реки Каратал, на расстоянии примерно 103 км к северо-западу от города Уштобе, административного центра района. Код КАТО — 195039100.

## Население
В 1999 году население села составляло 446 человек (221 мужчина и 225 женщин). По данным переписи 2009 года, в селе проживало 212 человек (100 мужчин и 212 женщин).